# Sant Cugat Sesgarrigues
Sant Cugat Sesgarrigues ist eine katalanische Gemeinde in der Provinz Barcelona im Nordosten Spaniens. Sie liegt in der Comarca Alt Penedès.